# 3M
3M („Три Ем“ от MMM, бивша 'Minesotta Mining and Manifacturing company') е многонационална корпорация със седалище в Мапълууд, щата Минесота, Съединените американски щати.
Произвежда над 55 000 продукта като лепила, абразиви, химикали, електронни устройства, фармацевтични продукти и др. Притежава търговската марка скоч лепенка (Scotch tape).